# Unser Radio Deggendorf
Unser Radio Deggendorf ist ein regionales privates Hörfunkprogramm in Niederbayern. Sitz des Senders ist Deggendorf.

## Allgemeines und Empfang
Der Sender verfügt über Hörfunkstudios in Deggendorf, sowie Regionalstudios in Passau (in Kooperation mit dem Funkhaus Passau) und Regen. Gesellschafter des Senders sind die Passauer Neue Medien GmbH, die Aktuelle Welle Westliches Niederbayern, Tele-Regional Antenne Passau Hörfunkanbieter GmbH und die Katholische Erwachsenenbildung der Diözese Passau e.V. Der Werbezeitenverkauf wird über die Studio Gong GmbH & Co. Studiobetriebs KG abgewickelt. Die technische Reichweite im Sendegebiet liegt bei 150.000 Einwohnern.
Das Programm ist über die UKW-Sender Deggendorf/Hochoberndorf (98,7 MHz) und Brotjacklriegel (107,9 MHz) sowie im Digitalradio DAB+ (DAB Block 7D) zu empfangen. Auf der Website des Senders wird ein Live-Stream angeboten.

## Programm
Unser Radio bietet eine Mischung aus Service, Information und Unterhaltung. Musikalisch wird ein Begleitprogramm mit Oldies und Hits geboten. Außerdem gibt es regelmäßige Aktionen zur Hörerbindung.